# Margherita Antoniazzi

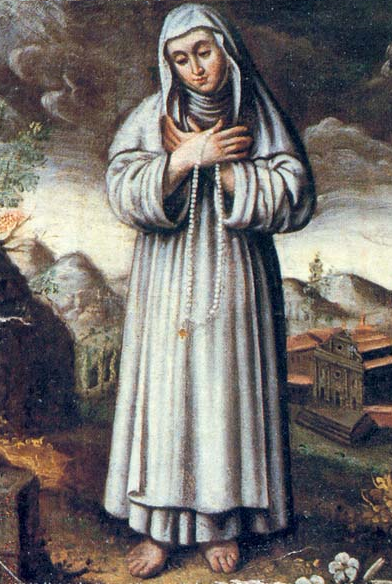
Raffigurazione della Devota Margherita in un dipinto del '600.

Margherita Carlotti degli Antoniazzi, anche detta la Devota della Costa, (Cantiga di Costageminiana, 9 marzo 1502 – Caberra di Costageminiana, 2 maggio 1565), è stata una religiosa italiana riconosciuta venerabile della Chiesa cattolica.

## La giovinezza
Margherita Antoniazzi nacque il 9 marzo 1502 a Cantiga di Costageminiana, frazione di Bardi, da Carlo Antoniazzi e Bartolomea Merizzi. Rimasta orfana del padre a dodici anni, cominciò a lavorare come pastorella di pecore spostandosi tra i paesi vicini. Fu qui che ebbe il suo primo contatto con il gran numero di poveri della regione a cui, spesso, offriva parte delle sue provviste. 
Secondo alcuni testimoni fu in questo periodo che si manifestarono i primi atteggiamenti mistici, tra cui estasi e visioni della Beata Vergine, imparando a recitare da analfabeta diverse preghiere.

## La grotta della Rondinara
Nel 1524 la regione bardigiana venne colpita dal morbo della peste. Tra le tante vittime vi fu anche la madre di Margherita, Bartolomea, e la stessa ragazza ne fu contagiata; per preservare i famigliari dalla malattia si rifugiò in una grotta detta "Rondinara", dove ancora oggi si festeggia la Devota. Durante la sua permanenza in solitudine, passata in preghiera e nella recitazione del rosario, non mancarono comunque visioni della Vergine e di San Rocco, a cui attribuì la propria guarigione. Riacquistata la salute si prodigò per visitare e pregare nelle varie chiese vicine; fu nella chiesa di San Bartolomeo che Margherita si trovò di fronte ad uno dei numerosi miracoli che ancora oggi fanno parte della tradizione e delle leggende di questi luoghi: mentre si trovava in preghiera davanti all'altare, ove era posto un quadro della Vergine Maria e di Gesù bambino, ad un tratto l'effigie della Madonna iniziò a piangere in risposta alle esternazioni di dolore di Margherita per la morte portata dalla peste.

## La chiesa dell'Annunziata e il monastero
Sua grande opera fu la realizzazione di una chiesa, costruita a Costageminiana con l'aiuto della popolazione locale e del signore dei Bardi, il principe 
Agostino Landi, che le offrì in dono il portale del castello di Pietra Cervara, in disuso da molto tempo. Accanto ad esso fu costruito anche un complesso monastico, ove la Devota Margherita si ritirò con le sue consorelle per intraprendere una vita comunitaria, senza per questo far venir meno aiuti ai poveri e ai bisognosi. Ambedue gli edifici furono presumibilmente ultimati nel 1531 e consacrati nel 1533. Il monastero e la chiesa dell'Annunziata di Costageminiana furono a lungo meta di pellegrinaggi da tutto il territorio circostante, dovuti alla presenza della Devota. Diversi furono i prodigi e le guarigioni miracolose che le furono attribuite, attestate da più parti, tanto che addirittura personalità potenti quali il già citato conte Landi e la sua famiglia andarono a chiederne l'aiuto.

## La prima scuola per i bambini poveri
L'analfabeta Margherita Antoniazzi comprese prima di altri l'importanza di migliorare le condizioni di vita della popolazione attraverso l'educazione, decidendo di istituire la prima scuola gratuita della montagna e di tutta la Diocesi Piacentina, con maestre alcune suore, in cui si insegnavano esigue nozioni elementari, catechismo e dove era però possibile avere un pasto frugale, non sempre concesso in famiglia.

## La causa di beatificazione
La Devota morì il 21 maggio 1565. Per i suoi vari miracoli e per l'importanza che la sua figura mantenne anche negli anni successivi il 5 gennaio 1618 il vescovo di Piacenza monsignor Claudio Rangoni iniziò i processi per la sua beatificazione. Attualmente gli atti sono a Roma, nel 2004 vi è stato il riconoscimento del titolo di venerabile. Postulatore della Causa presso la Congregazione delle Cause dei Santi è il dr. Waldery Hilgeman.